# Thyssagètes

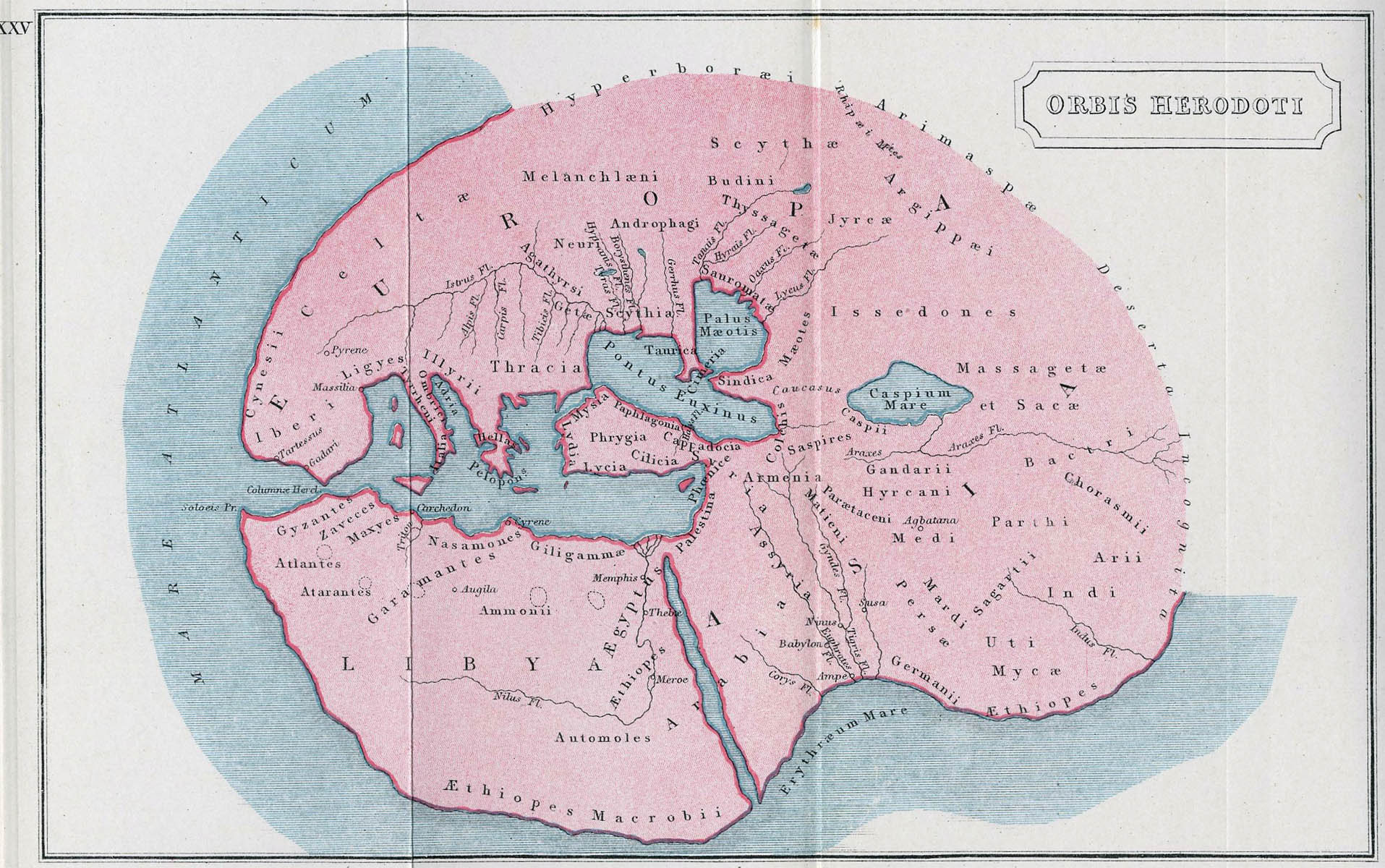
Planisphère représentant le monde décrit par Hérodote : les Thyssagètes occupent la rive nord du Palus Mæotis.

Les Thyssagètes (grec ancien : Θυσσαγέται) sont une antique tribu du nord-est de la Scythie. Leur territoire, dit Hérodote, est séparé de celui des Budins par sept jours de marche à travers le désert. Les Thyssagètes auraient donc occupé les confins méridionaux des Monts Oural, au nord de la Mer Caspienne.
Selon l'archéologue Ellis Minns, la forme de leur nom suggère que les Thyssagètes usaient, comme les Massagètes voisins, d'une langue iranienne, le Scythe ou le Sarmate.
Un chroniqueur de la fin du XVe siècle, Jacopo Filippo Foresti (dit Foresti de Bergame) mentionne une rivière de Russie qu'il nomme Thisageta, et Minns rapproche l’ethnonyme « Thyssagètes » du nom de la rivière Tchoussovaïa. On retrouve le même radical dans le nom d'une rivière de Roumanie, la Tisza.
Selon Ellis Minns, Hérodote est en erreur lorsqu'il affirme que les quatre rivières arrosant les terres  des Thyssagètes se déversent en Méotide : il confond en effet la Mer Caspienne et la Mer d'Azov, puisque l'une des rivières citées, l’Oarus, ne peut être que la Volga.